# Leucospis malaica
Leucospis malaica är en stekelart som beskrevs av August Schletterer 1890. Leucospis malaica ingår i släktet Leucospis och familjen Leucospidae. Inga underarter finns listade i Catalogue of Life.